# Boulevard Lazare-Carnot
Pour les articles homonymes, voir Boulevard Carnot.
Le boulevard Lazare-Carnot (en occitan : baloard Lazare Carnot) est une voie de Toulouse, chef-lieu de la région Occitanie, dans le Midi de la France.

## Situation et accès

### Description
Le boulevard Lazare-Carnot est une voie publique. Il se situe à l'est du centre historique, à la limite des quartiers Saint-Georges et Saint-Aubin - Dupuy.
Il naît au carrefour de la rue de Metz, à l'ouest, et de la rue des Frères-Lion, à l'est, dans l'axe des larges allées Forain-François-Verdier qui descendent du Boulingrin. Le boulevard Lazare-Carnot se termine au carrefour des allées du Président-Franklin-Roosevelt et des allées Jean-Jaurès. Il est prolongé au nord-ouest par le boulevard de Strasbourg et, au-delà, par le boulevard d'Arcole et le boulevard Lascrosses, qui aboutit au canal de Brienne.
La chaussée compte deux voies de circulation automobile dans chaque sens, mais les voies latérales sont réservées à la circulations des transports en commun. Il existe également, sur plusieurs parties et de chaque côté, une voie de circulation en contre-allée dévolue au stationnement. Le boulevard appartient sur toute sa longueur à une zone 30 et la vitesse y est limitée à 30 km/h. 

### Voies rencontrées
Le boulevard Lazare-Carnot rencontre les voies suivantes, dans l'ordre des numéros croissants (« g » indique que la rue se situe à gauche, « d » à droite) :
1. Rue de Metz (g)
2. Rue des Frères-Lion (d)
3. Rue Idrac (d)
4. Rue Jacques-Matthieu-Delpech (g)
5. Rue Jean-Rancy (g)
6. Rue de l'Étoile (d)
7. Rue Caraman (g)
8. Place Roland (d)
9. Rue du Rempart-Saint-Étienne (g)
10. Rue Maurice-Fonvieille
11. Rue d'Aubuisson (d)
12. Rue Pierre-Baudis (g)
13. Rue Labéda (g)
14. Rue de la Colombette (d)
15. Rue Castellane (d)
16. Rue des Trois-Journées (g)
17. Rue Gabriel-Péri (d)
18. Allées du Président-Franklin-Roosevelt (g)
19. Allées Jean-Jaurès (d)

### Transports
Le boulevard Lazare-Carnot est largement desservi par les transports en commun Tisséo. Il est parcouru et desservi, sur toute sa longueur par les lignes de Linéo L1L8L9. De plus, au carrefour des allées Jean-Jaurès se trouve la station du même nom, au croisement des lignes de métro  , et, au sud, au carrefour de la rue de Metz, la station François-Verdier, sur la seule ligne de métro .
Plusieurs stations de vélos en libre-service VélôToulouse se trouvent sur le boulevard Lazare-Carnot : les stations no 19 (62 boulevard Lazare-Carnot), no 20 (69 boulevard Lazare-Carnot), no 21 (63 boulevard Lazare-Carnot), no 22 (24 boulevard Lazare-Carnot) et no 23 (6 boulevard Lazare-Carnot).

## Odonymie

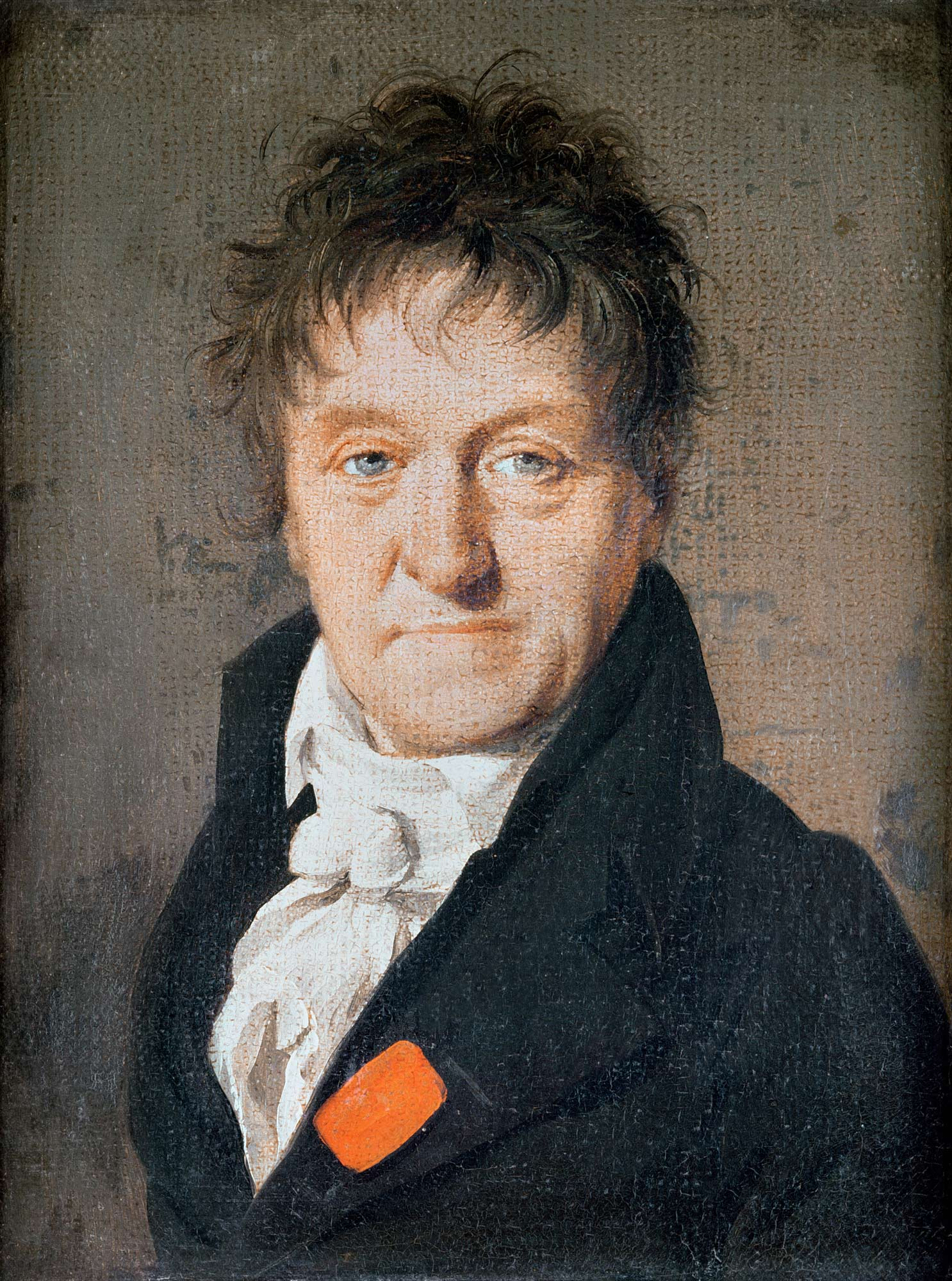
Portrait de Lazare Carnot, par Louis-Léopold Boilly (1813).

Le nom du boulevard rend hommage à Lazare Carnot, général et homme politique de la Révolution française, membre de la Convention nationale et du Comité de salut public, surnommé « l'Organisateur de la Victoire » ou « le Grand Carnot ». Le nom, choisi par la municipalité radicale de Camille Ournac, est officialisé le 20 mai 1891, lors de la visite à Toulouse du président de la République, le républicain Sadi Carnot, petit-fils de Lazare.
Le tracé du boulevard a fait disparaître une rue plus ancienne, qui allait de l'ancienne porte Saint-Étienne à la porte Neuve. Elle portait, au XVIIe siècle, le nom de rue Saint-Aubin ou, à la fin de ce siècle, des Fossés-Saint-Aubin. On lui trouvait également le nom de rue de la Bole. En 1794, pendant la Révolution française, ce fut la rue l'Attention, mais ce nom ne subsista pas. Lorsque le boulevard fut tracé, au début du XVIIIe siècle, on lui donna naturellement le nom de Saint-Aubin, que portait la rue disparue.

## Histoire

### Moyen Âge et période moderne
Au Moyen Âge, l'actuel boulevard Lazare-Carnot n'existe pas. Il n'y a qu'un chemin, qui longe le rempart entre la porte Saint-Étienne (emplacement de l'actuel no 29 allées Forain-François-Verdier) et la porte Neuve (emplacement des actuels no 27 et 29), puis qui oblique à l'ouest jusqu'à la porte Villeneuve (emplacement des actuels no 35 et 22 rue Lafayette). Il traverse des champs et des jardins de maraîchers – c'est à proximité que se trouve probablement le jardin ou verger des Augustines dans lequel, à la Toussaint 1323, sept troubadours fondent le consistori del Gay Saber qui organisent les concours des Jeux floraux.
À partir du XVIIe siècle, face à la porte Saint-Étienne, un faubourg se développe hors les murs, le faubourg Saint-Étienne. Il s'organise autour de la rue du Faubourg-Saint-Étienne (actuelle rue des Frères-Lion), qui permet de rejoindre le canal du Midi. Plus au nord, on trouve également quelques maisons, le long de l'ancien chemin de Balma (actuelles rue Labéda et de la Colombette), formant le faubourg Saint-Aubin. Les faubourgs s'urbanisent progressivement et l'ancien chemin des remparts, qui prend le nom de rue Saint-Aubin, se borde de maisons.

### Époque contemporaine

#### AuXIXesiècle
En 1806, la municipalité toulousaine demande à l'empereur Napoléon Ier le déclassement des remparts de la ville et l'autorisation de les démolir. Par décret impérial du 27 juillet 1808, la propriété des terrains et des matériaux des remparts et des fossés est cédée à la ville. En 1815, l'architecte de la ville, Jacques-Pascal Virebent, trace pour la municipalité un vaste projet d'aménagement, autour d'une place nouvelle (actuelle place Wilson) et un boulevard qui rejoint au sud l'allée Saint-Étienne (actuelles allées Forain-François-Verdier) : le boulevard doit faire 60 mètres de large et être planté de quatre rangées d'arbres, de façon à former une grande promenade. Le projet doit permettre de transformer les faubourgs Saint-Étienne et Saint-Aubin, mais il implique la destruction de plusieurs maisons. Finalement, le projet de Jacques-Pascal Virebent est jugé trop couteux et les dimensions du nouveau boulevard sont réduites. On commence par aménager entre 1815 et 1825 la première partie du boulevard entre les allées Lafayette (actuelles allées Jean-Jaurès) et l'ancienne porte Neuve.
C'est sous l'impulsion de Jean-Baptiste Dutemps, adjoint au maire, que le quartier Lafayette, qui se forme autour de la place et des allées du même nom (actuelles place Wilson et allées du Président-Franklin-Roosevelt), se développe. Entre 1831 et 1835, la Maison Modèle est élevée par les frères Virebent à l'angle des allées Lafayette (emplacement de l'actuel no 81). On leur doit aussi la construction de plusieurs immeubles, en particulier le théâtre des Nouveautés (actuel no 56). Ce n'est d'ailleurs pas le seul théâtre, puisqu'on y trouve le Cirque Castellane (ancien no 80), devenu le Grand Cirque français en 1852, une des salles les plus animées de la ville. On y donne des spectacles de cirque, de jeux divers, des représentations de théâtre et même des leçons d'équitation. Entre 1879 et 1881, comme le théâtre du Capitole est reconstruit, il devient le Théâtre du Cirque.
Du côté de l'ancien faubourg Saint-Étienne, la rue Saint-Aubin connaît l'activité des nombreuses diligences et des voitures publiques. Des départs et des arrivées se tiennent chaque jour devant l'hôtel de la Pomme d'Or (emplacement de l'actuel no 9). Malgré le développement du chemin de fer, à la suite de l'ouverture de la gare Matabiau en 1856, l'activité se maintient jusqu'à la Première Guerre mondiale.
Les boulevards sont surtout un lieu de promenade, dans le prolongement des allées Saint-Étienne, qui aboutissent au Boulingrin. Le boulevard est également le cadre de cérémonies, comme celle du 20 mai 1891 en l'honneur du président de la République, Sadi Carnot, qui visite la ville entre le 19 et le 21 de ce mois. En effet, ce jour-là le nom de Lazare Carnot est attribué au boulevard : c'est l'occasion pour la municipalité républicaine et radicale de Camille Ournac de célébrer la Troisième République, à travers les personnes du président et de son grand-père.

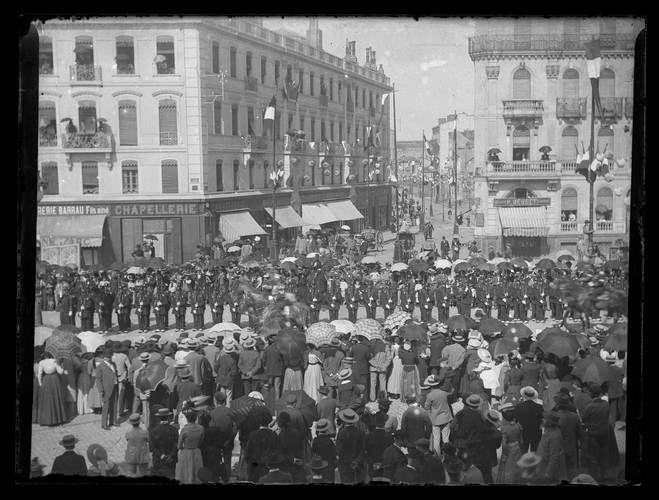
La cérémonie en l'honneur de Sadi Carnot, par Eugène Trutat (1891, Archives municipales).
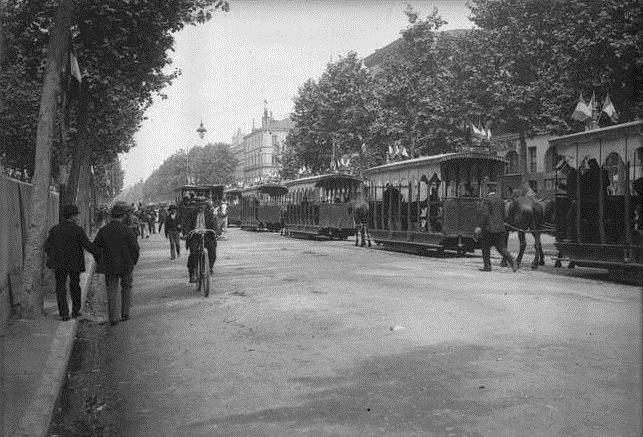
Train de tramways au Concours régional agricole, par Eugène Trutat (1895, Archives municipales).

#### AuXXesiècle
Dans les premières années du XXe siècle, le boulevard Lazare-Carnot est un des lieux les plus populaires de la ville. Il compte alors de nombreux grands cafés et bars. On trouve le Grand Café de l'Aviation en 1910 (actuel no 47), le café Carnot en 1905, devenu le café des Nouveautés vers 1930 (actuel no 58), le restaurant du Globe (actuel no 15), le café de l'Hérault (actuel no 65, puis no 42), le bar Lyonnais, puis le Régent (actuel no 65, puis no 42) et le café des Grands Boulevards vers 1920 (actuel no 42), le Sam's Bar (actuel no 20), l'Entracte (actuel no 54), le café des Nouveautés, qui fait office de café-concert et de théâtre (actuel no 56-58), le café Rolland (actuel no 47) et Au Petit Mousquetaire (actuel no 52) en 1933. On peut aussi relever une des plus anciennes pharmacies de la ville, la pharmacie des Grands Boulevards, tenue en 1905 par M. Salles (actuel no 71).
Le boulevard Lazare-Carnot est également lié à l'histoire de l'automobile à Toulouse. En 1894, L. Bonneville vend les premières automobiles, des Panhard & Levassor, dans son magasin Automobilia (actuel no 52). Au début du XXe siècle s'ouvrent les premiers garages : Midi-Garage en 1905 (emplacement de l'actuel no 4 bis), le Palais de l'Automobile dans l'immeuble Doat (actuel no 61) en 1906, où est ouverte également une école de chauffeurs où on donne des leçons de conduite. À la même époque, on trouve aussi l'Auto Palace (actuel no 11), Auto-Lavage Carnot, devenu Auto-Trafic en 1935 (actuel no 6), et l'Excelsior Garage vers 1920 (actuel no 63).
Dans la deuxième moitié du XXe siècle, les plus belles heures du boulevard Lazare-Carnot sont terminées, mais il ne perd pas complètement de son attrait. Dans les années 1940 s'ouvre le bar et dancing Chantecler, qui prend la place du café des Nouveautés (actuel no 48). Surtout, les municipalités socialistes de Raymond Badiou, puis de Louis Bazerque, souhaitent apporter un souffle de modernité dans la ville, qui se caractérise en particulier par la construction d'immeubles de grande hauteur d'un style moderne. Les boulevards – et particulièrement le boulevard Lazare-Carnot – deviennent un lieu d'expérimentation pour les architectes toulousains, parmi lesquels on remarque Pierre Lafitte, qui réalise la Résidence Saint-Cyr entre 1964 et 1968 (actuel no 63). L'autre réalisation emblématique du boulevard Lazare-Carnot est la Résidence Cap Wilson, élevée entre 1969 et 1972 à l'emplacement de la Maison modèle des frères Virebent (actuel no 81). Il est d'abord occupé par une galerie marchande, où Dany Saint-Géniès ouvre en 1976 Dany Disc, l'une des disquaires les plus réputés de la ville.

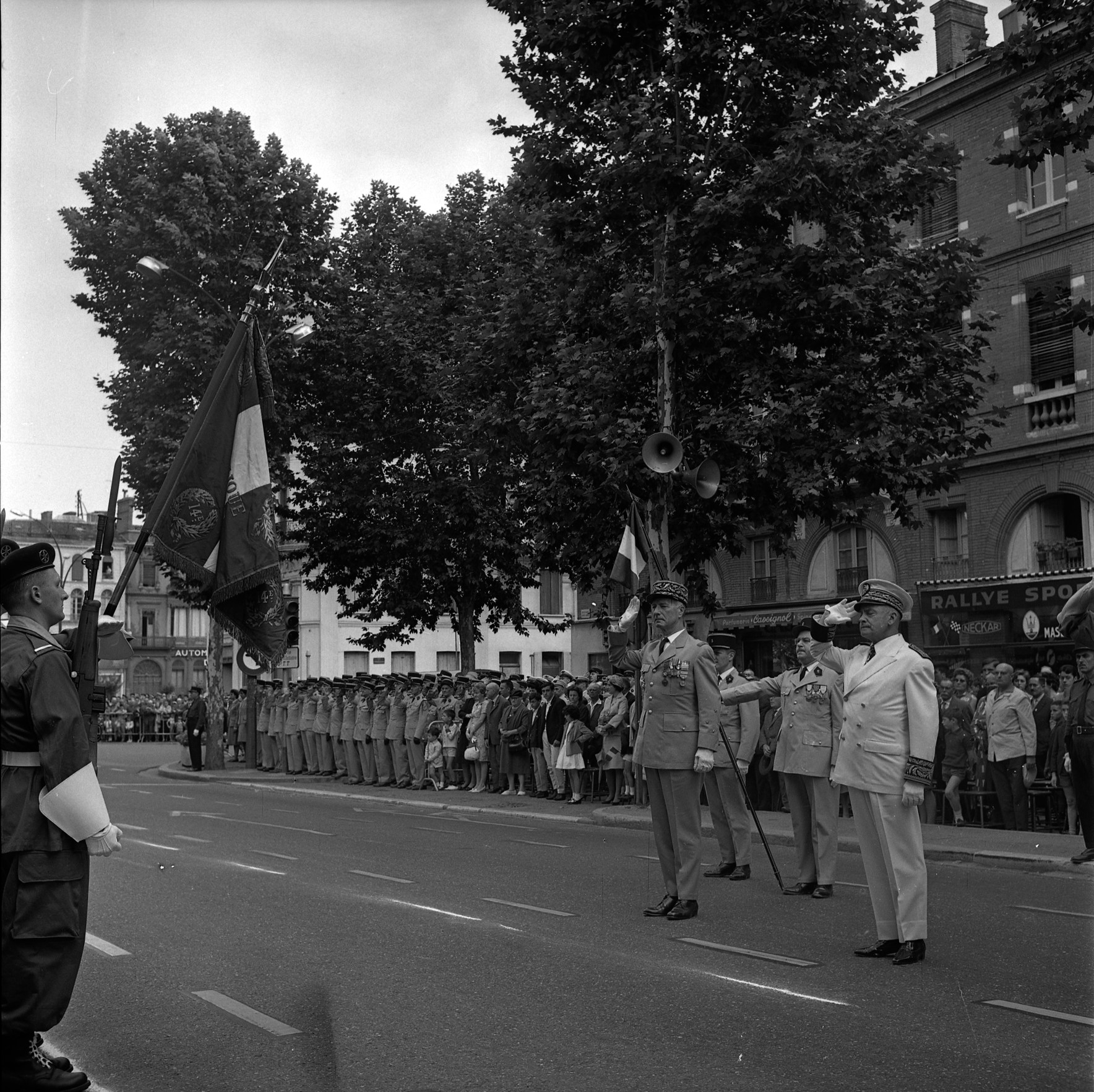
Défilé du 14-Juillet, par André Cros (1965, Archives municipales).
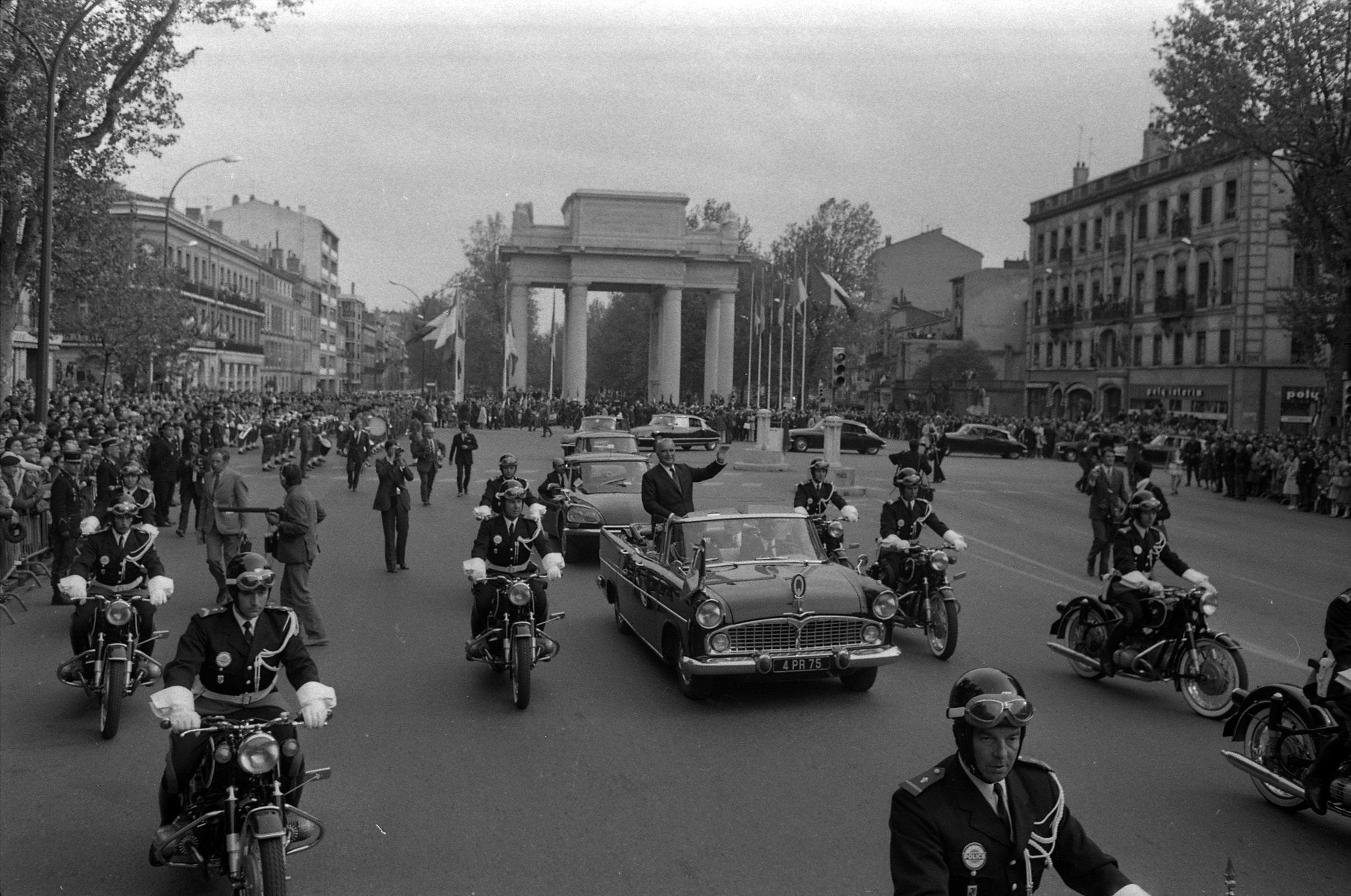
Voyage du président Georges Pompidou, par André Cros (1971, Archives municipales).

Mais la destruction de la Maison modèle, pourtant protégée par une inscription à l'inventaire supplémentaire des monuments historiques, provoque un fort émoi dans la population, marquant un changement dans la politique d'urbanisme de la municipalité. Dans les années qui suivent, les constructions modernes cherchent à s'intégrer au bâti ancien par l'utilisation de la brique en parement, comme on le voit pour la Résidence la Tour Palladine, construite en 1978 (actuel no 38). L'exemple le plus spectaculaire reste cependant l'opération immobilière du nouveau quartier Saint-Georges, qui s'organise autour de la place Occitane, à proximité du boulevard Lazare-Carnot.

## Patrimoine et lieux d'intérêt

### Théâtre des Nouveautés
Deux immeubles sont construits dans les années 1830. Le premier (ancien no 56) accueille, dans la décennie suivante, le cirque Castellane – devenu Cirque toulousain, puis Grand Cirque français –, où on donne des représentations de cirque, mais aussi de théâtre et des concerts, ou encore des bals. En 1879, lors des travaux de réaménagement du théâtre du Capitole, il accueille les représentations de l'orchestre. En 1908, il devient Les Nouveautés, une des plus importantes salles de théâtre de la ville : véritable salle du théâtre de boulevard, on y joue la comédie, le vaudeville, le drame et l'opérette. En 1949, son propriétaire, Mme Galia, fait appel à l'architecte Robert-Louis Valle qui le transforme en cinéma : la grande salle compte alors 1 400 places. En 1966, à l'occasion de nouveaux travaux d'aménagement et d'agrandissement, l'immeuble voisin (ancien no 54) est intégré au cinéma. En 1975, la société des Grands Théâtres de Toulouse fait appel à l'architecte Bernard Ceyssac, spécialiste de l'« architecture des cinémas » : en 1978, à l'achèvement des travaux, le cinéma compte cinq salles. Le cinéma est par la suite exploité par la société Gaumont mais, dans un contexte de baisse de la fréquentation des cinémas et travaux d'agrandissement du cinéma Gaumont Wilson, tout proche (actuel Pathé Wilson, no 3 place Wilson), il ferme en 1999. Les bâtiments sont rachetés par la mairie, mais restent inoccupés, les différents projets de la municipalité étant successivement abandonnés. En 2015, il est acquis par une société hôtelière, Mama Shelter, qui y mènent des travaux, terminés en 2018.
L'aménagement du Mama Shelter a conduit à la démolition en 2014 des immeubles, seules les façades ayant été conservées. Elles ont des caractères communs, dans leur style architectural, néoclassique, ainsi que dans l'utilisation d'un décor en terre cuite de la fabrique Virebent – chapiteaux, balustres, frises et consoles. 

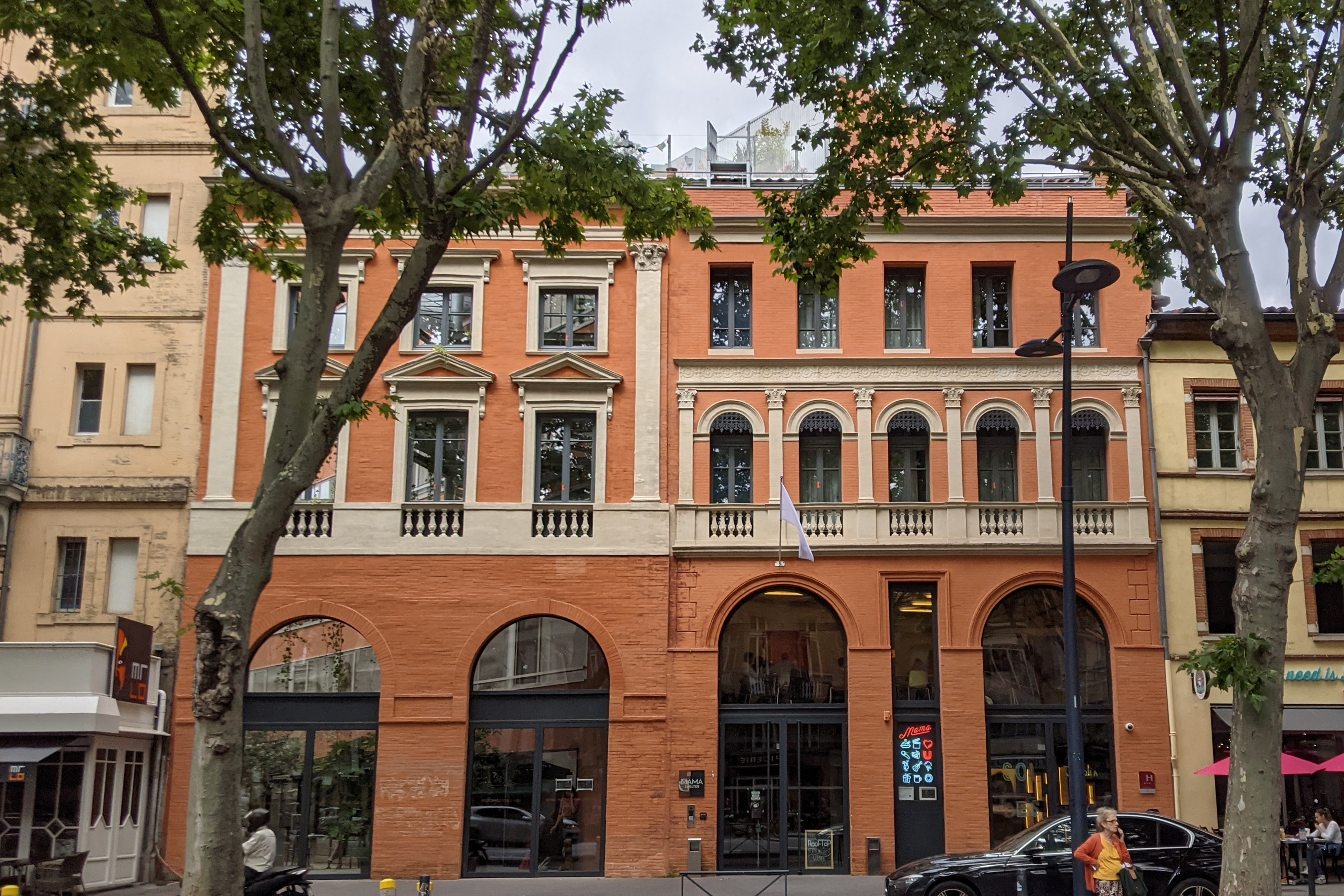
no 56-54 : façades de l'ancien théâtre des Nouveautés.

La façade de gauche (ancien no 56), symétrique, se développe sur trois travées et quatre niveaux. Le rez-de-chaussée et l'entresol sont réunis par deux grandes arcades en plein cintre. Les deux étages, encadrés par des pilastres colossaux à chapiteaux corinthiens en terre cuite, sont percés de fenêtres rectangulaires dont l'encadrement est mouluré. Celles du 1er étage sont surmontées de frontons triangulaires et ont un garde-corps à balustres en terre cuite, tandis que celles du 2e étage sont simplement surmontées par une corniche moulurée. L'élévation est couronnée par une large corniche moulurée à modillons.
À droite (ancien no 54), au rez-de-chaussée et à l'entresol, deux grandes arcades de boutique en plein cintre encadrent une porte et une fenêtre rectangulaires, plus étroites. Ils sont séparés des niveaux supérieurs par une corniche moulurée sculptée d'oves. Le 1er étage est éclairé par des fenêtres en plein cintre, mises en valeur par des bandeaux moulurés, des garde-corps à balustres en terre cuite et des lambrequins en fonte. Elles sont de plus séparées par des pilastres à chapiteaux corinthiens supportant une frise en terre cuite, sculptée de rinceaux et surmontée d'une corniche. Le 2e étage, sans décor, est simplement couronné par une large corniche moulurée.

### Immeubles
- no  1 : immeuble Gazagne. 
Une maison est construite vers 1845, au moment du réalignement des façades du boulevard Lazare-Carnot et de la rue de Metz. En 1883, elle appartient à l'architecte Étienne Gazagne qui décide de la réaménager complètement dans le goût éclectique et de la surélever de trois étages. Sur le boulevard, la façade se développe sur sept travées. Elle s'élève sur cinq niveaux : un sous-sol semi-enterré, un rez-de-chaussée surélevé et trois étages. Les travées latérales sont, en rez-de-chaussée, encadrées de pilastres à bossage et percées de grandes arcades de boutique voûtées en plein cintre. Elles sont, au 1er et au 2e étage, encadrées de pilastres colossaux cannelés à chapiteaux corinthiens, et ont des balcons à balustres reposant sur de lourdes consoles sculptées. Les fenêtres ont également des lambrequins en fonte et des agrafes en pierre sculptées de lions et de têtes de femme. Pour les travées centrales, les fenêtres, en plein cintre, ont également des lambrequins en fonte, ainsi que des garde-corps à balustres en pierre au rez-de-chaussée et au 1er étage, et des balconnets en pierre dont le garde-corps est en fonte au 2e étage. Le dernier étage est séparé des niveaux inférieurs par une corniche moulurée à modillons. Il est mis en valeur par un balcon filant dont le garde-corps est toujours en fonte. L'élévation est couronnée par une corniche à denticules[34].

- no  4 : immeuble. 

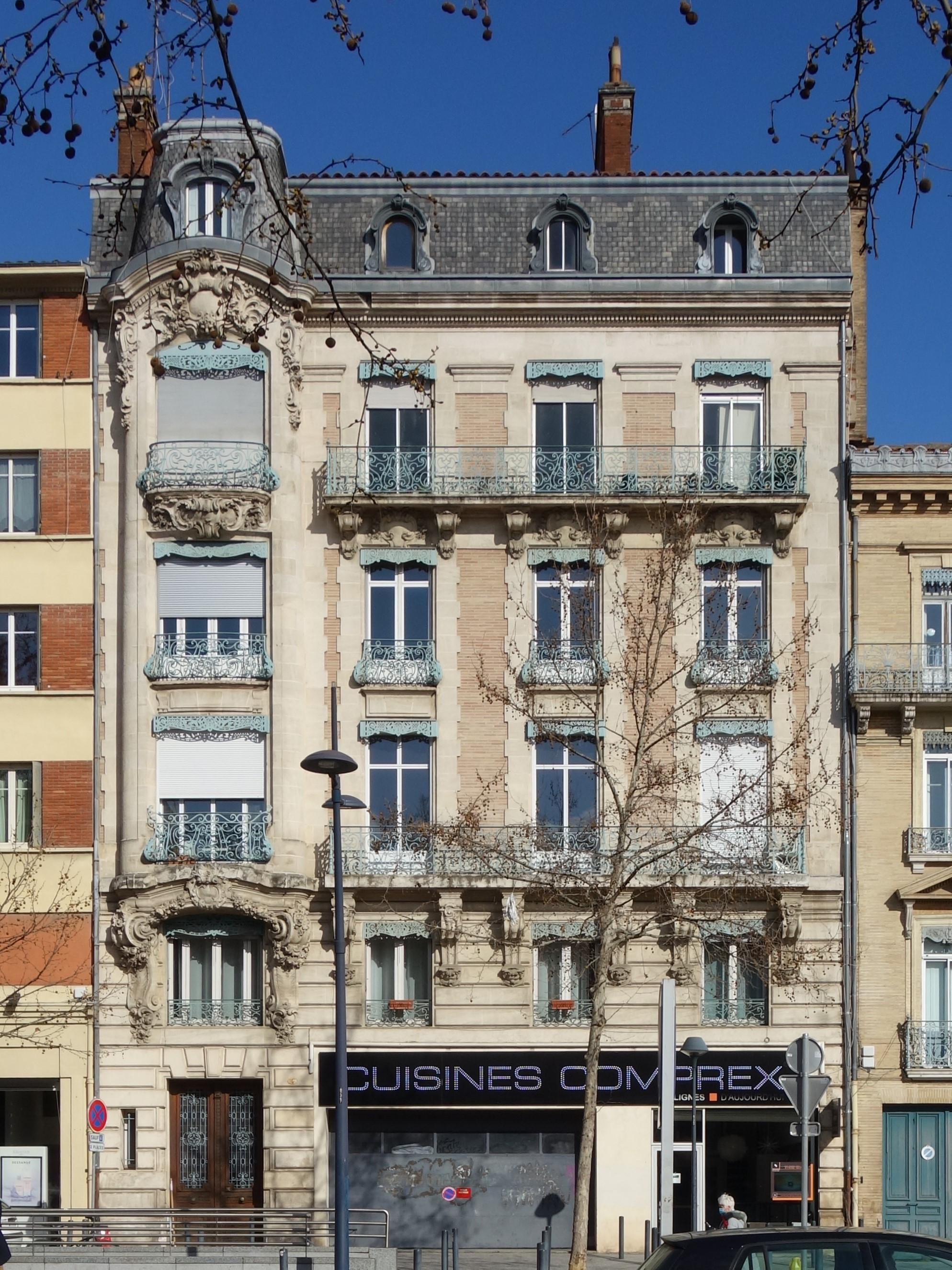
no 4 : immeuble.

L'immeuble, de style éclectique, est construit à la fin du XIXe siècle. La façade sur le boulevard Lazare-Carnot se développe sur six niveaux (rez-de-chaussée, un entresol, trois étages et un comble) et sur quatre travées. Le rez-de-chaussée et l'entresol sont mis en valeur par des bossages continus en pierre. Aux étages, la façade joue de la polychromie des murs en brique claire et des encadrements de fenêtres harpés en pierre. Celles-ci ont des impostes et des garde-corps en fonte, sauf au 1er et au 3e étage, qui se distinguent par des balcons continus soutenus par de lourdes consoles sculptées. L'élévation est couronnée par une large corniche moulurée à denticules. Au-dessus, le niveau de comble, couvert par une toiture à longs pans brisés en ardoise, est éclairé par des lucarnes en pierre. La travée de gauche est, quant à elle, mise en valeur par un oriel bâti en pierre qui concentre un abondant décor sculpté aux motifs végétaux[35].

- no  4 bis : immeuble (1903, Joseph Thillet ; 1935, David Moretti)[36].
- no  7 : immeuble (1924, Antoine et Pierre Thuriès)[37].
- no  9 : immeuble (1976-1979, Pierre Lafitte)[38].
- no  15 : immeuble Gesta (1892, Étienne Gazagne)[39].
- no  23-25 : immeuble (1955-1958, Guy Rouch)[40],[41].
- no  30 : immeuble (1954, Guy Rouch)[42].
- no  43 : immeuble Cany (1863)[43].

- no  61 : immeuble Doat. 
Un immeuble de rapport est construit entre 1901 et 1903 par l'architecte Barthélémy Guitard pour le compte M. Doat. Il s'élève entre le boulevard et la rue Maurice-Fonvieille (actuel no 7). Chaque étage est occupé par un appartement, dont les pièces de réception ouvrent sur le boulevard, les pièces privées sur la rue. Il s'agit de l'un des immeubles les plus représentatifs de l'architecture toulousaine du début du XXe siècle, qui conserve un style éclectique, qui utilise un décor sculpté inspiré par l'Art nouveau et des ferronneries en fonte de style néo-classique. Il est par ailleurs remarquable pour le soin apporté aux détails de décoration. 
L'édifice se développe sur huit niveaux : sous-sol, rez-de-chaussée, entresol, quatre étages et un niveau de comble. Le rez-de-chaussée, l'entresol et le 1er étage sont ornés d'un parement de pierre à bossage qui alterne les bandes lisses et trouées. Aux trois étages supérieurs, la façade joue de la polychromie de la brique du mur et de la pierre des encadrements des fenêtres. La façade est encadrée par deux oriels qui montent du 1er au 3e étage. L'oriel de gauche a une structure métallique aux lignes courbes. Il repose sur un balcon de pierre orné de motifs végétaux et de fleurs. L'oriel de droite, en pierre, repose sur deux lourdes consoles ornées de guirlandes et de lions rugissants, œuvre de F. Veillier. Les fenêtres ont des garde-corps aux motifs géométriques en fonte. Au 4e étage, l'oriel de droite est couronné par un garde-corps à balustres en pierre, tandis qu'un balcon en pierre, soutenu de consoles à fleurons et au garde-corps en fonte, court sur les autres travées. L'étage de comble, percé de lucarnes, est couvert par un toit à longs pans brisés, dont le brisis est en ardoises et le terrasson en tuiles[44],[45].

- no  63 : Résidence Saint-Cyr. 
L'immeuble est construit dans le style moderne entre 1964 et 1968 par l'architecte Pierre Lafitte, à l'angle de la rue Saint-Cyr (actuelle rue Pierre-Baudis), dont elle tient son nom. Il s'élève sur treize niveaux (deux niveaux en sous-sol, le rez-de-chaussée et dix étages). Le rez-de-chaussée est rythmé par des piliers, entre lesquels s'ouvrent les vitrines des boutiques. Il est surmonté par les deux étages de bureaux, soulignés par un claustra de béton. Le 3e étage, qui sert de transition avec les niveaux supérieurs, dévolus aux logements, est occupé en partie par un jardin. Aux étages supérieurs, les façades des logements sont revêtues d'un parement de brique sablée[46].

- no  81 : Résidence Cap Wilson. 
C'est à l'angle des allées du Président-Franklin-Roosevelt que les frères Virebent construisent entre 1831 et 1835 la Maison modèle, qui devait montrer les possibilités décoratives de leur usine de Launaguet. Malgré une inscription à l'Inventaire supplémentaire des monuments historiques le 4 avril 1966, elle est en grande partie démolie. Seules sont conservées les quatre travées de droite, élevées sur les plans de Jacques-Pascal Virebent lors de l'aménagement de la place Wilson et des allées du Président-Franklin-Roosevelt. Le rez-de-chaussée est formé par une série d'arcades de boutiques et d'entresol, qui alternent avec une ouverture rectangulaire surmontée par une fenêtre d'entresol. Les fenêtres du 1er étage sont surmontées d'une corniche et dotées d'un faux garde-corps à balustres. L'élévation est surmontée d'un bandeau d'attique. 
À l'emplacement de la Maison modèle est élevée, entre 1969 et 1972, la Résidence Cap Wilson, sur les plans des architectes Bernard Bachelot et Alexis Daure. De style moderne, la structure du bâtiment est en béton et présente sur le boulevard une longue façade-rideau en verre[47].

## Personnalité
- Pierre Jourdan (1887-1955) : Pierre Jourdan, né à Foix, insoumis et anarchiste, est membre de la bande à Bonnot. En 1913, il est arrêté et condamné à 18 mois de prison, mais finalement remis aux autorités militaires qui le condamnent à 6 mois de prison en étant incorporé au 83e régiment d'infanterie. Pendant la Première Guerre mondiale, il passe au 14e régiment d'infanterie. Il est agent de liaison et décoré de la croix de guerre. Il a demeuré, dans les années 1920, dans un appartement de l'immeuble du no 28[48].